# Predrag Matvejević
Predrag Matvejević, hrvaški pisatelj, filolog in publicist, * 7. oktober 1932, Mostar, † 2. februar 2017, Zagreb.

## Življenje
Rodil se je očetu Rusu in mati Hercegovki v Mostarju.

## Odlikovanja in nagrade
Leta 2000 je prejel častni znak svobode Republike Slovenije z naslednjo utemeljitvijo: »za zasluge pri ohranjanju in krepitvi vloge slovenske kulture v mednarodnem prostoru«.